# 9e arrondissement de Marseille
Pour les articles homonymes, voir 9e arrondissement.
Le 9e arrondissement de Marseille est l'un des 16 arrondissements de Marseille. Il fait partie du cinquième secteur de Marseille.
Celui-ci fait partie des arrondissements les plus aisés de Marseille avec les 7e et 8e.
Situé au sud-est de la ville, il est bordé à l'ouest par le 8e arrondissement et au nord par les 10e et 11e. Il s'agit du plus vaste arrondissement de Marseille.

## Quartiers

9e arrondissement de Marseille.

Il est divisé en 9 quartiers : Les Baumettes, Le Cabot, Carpiagne, La Panouse, Le Redon, Mazargues, Sainte-Marguerite, Sormiou et Vaufrèges et 39 IRIS dont 37 IRIS d'habitation.

## Transports en commun
Cet arrondissement est desservi par une station de la ligne 2 du métro de Marseille : Sainte-Marguerite Dromel. Il est également desservi par la ligne 3 du tramway aux arrêts Sainte-Marguerite - Dromel, Aubert Ganay, Parc Sévigné, Hôpital Sainte-Marguerite et La Gaye.

## Principaux monuments
- Hôpital Salvator
- L'obélisque de Mazargues

## Institutions
La majeure partie du camp de Carpiagne est située dans le 9e arrondissement de Marseille. Ce camp de 1 500 hectares abrite la plus grande formation combattante des Bouches du Rhône, le 1er Régiment étranger de cavalerie.

## Démographie
En 2022, l'arrondissement comptait 76 347 habitants.
| 1968   | 1975   | 1982   | 1990   | 1999   | 2006   | 2011   | 2016   | 2021   |
| ------ | ------ | ------ | ------ | ------ | ------ | ------ | ------ | ------ |
| 66 893 | 73 802 | 73 404 | 70 832 | 72 758 | 75 329 | 74 776 | 74 523 | 77 106 |

| 2022   | - | - | - | - | - | - | - | - |
| ------ | - | - | - | - | - | - | - | - |
| 76 347 | - | - | - | - | - | - | - | - |

### Population des quartiers du9earrondissementde Marseille
| quartier          | population 1990 | population 1999 | population 2006 |
| ----------------- | --------------- | --------------- | --------------- |
| Les Baumettes     | 7 267           | 7 235           | 6 696           |
| Le Cabot          | 10 812          | 10 757          | 10 806          |
| Carpiagne         | 209             | 193             | 1 011           |
| Mazargues         | 16 887          | 17 116          | 17 605          |
| La Panouse        | 5 906           | 5 867           | 5 480           |
| Le Redon          | 4 419           | 5 289           | 5 675           |
| Sainte-Marguerite | 20 309          | 20 707          | 20 607          |
| Sormiou           | 4 568           | 5 028           | 6 830           |
| Vaufrèges         | 463             | 568             | 620             |
| Total             | 70 840          | 72 760          | 75 330          |

### Éducation et Formation par quartiers en 2006
| Quartier          | 15 ans et + non scolarisés | total sans diplômes | % sans diplômes | total au moins BAC+3 | % au moins BAC+3 |
| ----------------- | -------------------------- | ------------------- | --------------- | -------------------- | ---------------- |
| Les Baumettes     | 5 329                      | 1 390               | 26,09 %         | 493                  | 9,25 %           |
| Le Cabot          | 8 060                      | 815                 | 10,11 %         | 2 010                | 24,94 %          |
| Carpiagne         | 582                        | 464                 | 79,73 %         | 1                    | 0,17 %           |
| Mazargues         | 13 082                     | 2 340               | 17,88 %         | 2 143                | 16,38 %          |
| La Panouse        | 4 148                      | 494                 | 11,90 %         | 888                  | 21,42 %          |
| Le Redon          | 2 874                      | 416                 | 14,49 %         | 452                  | 15,73 %          |
| Sainte-Marguerite | 15 283                     | 3 236               | 21,17 %         | 1 766                | 11,55 %          |
| Sormiou           | 4 531                      | 1 196               | 26,40 %         | 852                  | 18,81 %          |
| Vaufrèges         | 463                        | 85                  | 18,45 %         | 47                   | 10,22 %          |
| Arrondissement    | 54 350                     | 10 436              | 19,20 %         | 8 653                | 15,92 %          |
| Total Marseille   | 590 908                    | 149 305             | 25,27 %         | 79 435               | 13,44 %          |

### Taux de chômage par quartiers en 2006
| Quartier          | Population active | Nombre de chômeurs | Taux de chômage |
| ----------------- | ----------------- | ------------------ | --------------- |
| Les Baumettes     | 2 308             | 299                | 12,95 %         |
| Le Cabot          | 4 596             | 420                | 9,14 %          |
| Carpiagne         | 91                | 0                  | 0,00 %          |
| Mazargues         | 7 777             | 1 030              | 13,24 %         |
| La Panouse        | 2 402             | 309                | 12,85 %         |
| Le Redon          | 1 881             | 199                | 10,59 %         |
| Sainte-Marguerite | 8 874             | 1 159              | 13,06 %         |
| Sormiou           | 2 809             | 465                | 16,55 %         |
| Vaufrèges         | 266               | 28                 | 10,68 %         |
| Arrondissement    | 31 005            | 3 909              | 12,61 %         |
| Total Marseille   | 352 855           | 64 330             | 18,23 %         |

### Les bénéficiaires de la couverture maladie universelle complémentaire (CMU-C) par quartiers
La CMU complémentaire (CMU-C) est une complémentaire santé gratuite qui prend en charge ce qui n'est pas couvert par les régimes d'assurance maladie obligatoire elle est attribuée sous condition de (faibles) ressources.
Bénéficiaires de la CMU-C par IRIS en 2008
| Quartier          | population couverte 2008 | bénéficiaires CMU-C 2008 | % bénéficiaires 2008 |
| ----------------- | ------------------------ | ------------------------ | -------------------- |
| Les Baumettes     | 5 372                    | 576                      | 10,72 %              |
| Le Cabot          | 6 770                    | 243                      | 3,59 %               |
| Carpiagne         | 2                        | 0                        | 0,00 %               |
| Mazargues         | 14 789                   | 1 137                    | 7,69 %               |
| La Panouse        | 4 394                    | 146                      | 3,32 %               |
| Le Redon          | 3 049                    | 120                      | 3,94 %               |
| Sainte-Marguerite | 16 885                   | 1 755                    | 10,59 %              |
| Sormiou           | 5 297                    | 950                      | 17,93 %              |
| Vaufrèges         | 466                      | 9                        | 1,93 %               |
| Arrondissement    | 57 701                   | 4 969                    | 8,61 %               |
| Total Marseille   | 718 664                  | 132 156                  | 18,39 %              |

### Les Familles par quartiers en 2006
Familles monoparentales et familles de 4 enfants au 1er janvier 2006
| Quartier             | familles | dont monoparentales | % familles monoparentales | familles de 4 enfants et + | % familles 4 enfants et + |
| -------------------- | -------- | ------------------- | ------------------------- | -------------------------- | ------------------------- |
| Les Baumettes        | 1 389    | 239                 | 17,25 %                   | 23                         | 1,65 %                    |
| Le Cabot             | 2 977    | 386                 | 12,96 %                   | 40                         | 1,35 %                    |
| Carpiagne            | 60       | 4                   | 6,67 %                    | 4                          | 6,67 %                    |
| Mazargues            | 4 773    | 923                 | 19,33 %                   | 92                         | 1,94 %                    |
| La Panouse           | 1 496    | 264                 | 17,66 %                   | 25                         | 1,67 %                    |
| Le Redon             | 1 164    | 230                 | 19,78 %                   | 6                          | 0,49 %                    |
| Sainte-Marguerite    | 5 652    | 1 179               | 20,86 %                   | 108                        | 1,92 %                    |
| Sormiou              | 1 835    | 341                 | 18,59 %                   | 124                        | 6,74 %                    |
| Vaufrèges            | 186      | 22                  | 11,72 %                   | 1                          | 0,65 %                    |
| Total arrondissement | 19 529   | 3 588               | 18,37 %                   | 423                        | 2,17 %                    |
| Total Marseille      | 213 538  | 46 568              | 21,81 %                   | 8 414                      | 3,94 %                    |

### Logements par quartiers au 8/3/1999
| Quartier          | % locataires | % immeubles collectifs | % 4 pièces et plus |
| ----------------- | ------------ | ---------------------- | ------------------ |
| Les Baumettes     | 35,45 %      | 54,33 %                | 61,38 %            |
| Le Cabot          | 32,09 %      | 89,99 %                | 48,60 %            |
| Carpiagne         | 100,00 %     | 95,00 %                | 75,00 %            |
| Mazargues         | 51,94 %      | 81,06 %                | 42,98 %            |
| La Panouse        | 30,13 %      | 88,93 %                | 54,61 %            |
| Le Redon          | 51,38 %      | 74,72 %                | 49,25 %            |
| Sainte-Marguerite | 41,04 %      | 86,31 %                | 45,20 %            |
| Sormiou           | 48,05 %      | 71,43 %                | 60,74 %            |
| Vaufrèges         | 21,28 %      | 13,19 %                | 54,89 %            |
| Arrondissement    | 41,69 %      | 81,53 %                | 48,33 %            |
| Total Marseille   | 51,73 %      | 82,86 %                | 38,21 %            |

### Population des quartiers par tranches d'âge au 8/3/1999
| Quartier          | % 0-19 ans | % 20-39 ans | % 40-59 ans | % 60-74 ans | % 75 ans et + |
| ----------------- | ---------- | ----------- | ----------- | ----------- | ------------- |
| Les Baumettes     | 21,22 %    | 36,23 %     | 27,24 %     | 10,06 %     | 5,25 %        |
| Le Cabot          | 19,27 %    | 25,90 %     | 28,02 %     | 16,68 %     | 10,13 %       |
| Carpiagne         | 29,02 %    | 64,25 %     | 6,74 %      | 0,0 %       | 0,0 %         |
| Mazargues         | 22,18 %    | 27,50 %     | 26,29 %     | 14,21 %     | 9,81 %        |
| La Panouse        | 22,09 %    | 24,61 %     | 25,74 %     | 17,20 %     | 10,36 %       |
| Le Redon          | 19,25 %    | 47,19 %     | 20,04 %     | 9,23 %      | 4,29 %        |
| Sainte-Marguerite | 22,38 %    | 26,24 %     | 24,24 %     | 15,73 %     | 11,41 %       |
| Sormiou           | 32,08 %    | 26,95 %     | 26,19 %     | 10,80 %     | 3,98 %        |
| Vaufrèges         | 19,89 %    | 27,29 %     | 30,46 %     | 14,96 %     | 7,39 %        |
| Arrondissement    | 22,18 %    | 29,03 %     | 25,53 %'    | 14,21 %     | 9,06 %        |
| Total Marseille   | 23,16 %    | 28,67 %     | 24,84 %     | 14,18 %     | 9,16 %        |

## Économie

### Revenus de la population et fiscalité
En 2010, le revenu fiscal médian par ménage était de 30 422 €, ce qui plaçait le 9e arrondissement au 3e rang parmi les 16 arrondissements de Marseille.

## Résultats électoraux
| Scrutin             | Scrutin             | 1er tour | 1er tour | 1er tour | 1er tour | 1er tour | 1er tour | 1er tour | 1er tour | 1er tour | 1er tour | 1er tour | 1er tour | 2d tour | 2d tour | 2d tour | 2d tour | 2d tour | 2d tour |
| Scrutin             | Scrutin             | 1er      | 1er      | %        | 2e       | 2e       | %        | 3e       | 3e       | %        | 4e       | 4e       | %        | 1er     | 1er     | %       | 2e      | 2e      | %       |
| ------------------- | ------------------- | -------- | -------- | -------- | -------- | -------- | -------- | -------- | -------- | -------- | -------- | -------- | -------- | ------- | ------- | ------- | ------- | ------- | ------- |
| Présidentielle 2017 | Présidentielle 2017 |          | LR       | 25,96    |          | FN       | 23,15    |          | EM       | 21,79    |          | LFI      | 18,25    |         | EM      | 63,16   |         | FN      | 36,84   |
| Présidentielle 2022 | Présidentielle 2022 |          | LREM     | 31,86    |          | RN       | 17,09    |          | LFI      | 16,97    |          | REC      | 16,04    |         | LREM    | 64,59   |         | RN      | 35,41   |
| Législatives 2022   | 6e                  |          | LREM-Ens | 31,09    |          | RN       | 21,93    |          | PS-Nupes | 21,62    |          | LR       | 9,44     |         | LREM    | 60,03   |         | RN      | 39,97   |
| Législatives 2024   | 6e                  |          | LR-RN    | 37,08    |          | Ren-Ens  | 27,71    |          | LE-NFP   | 26,76    |          | LR       | 4,70     |         | LR-RN   | 52,11   |         | LE      | 47,89   |